# Ворона (Ніжинський район)
Воро́на —  село в Україні, у Чернігівській області, Ніжинському районі. Входить до складу Комарівської сільської громади. Розташоване на північний захід, 43 км від міста Борзни. Населення - 10 чол. (на 2021 р).

## Історія
До 2016 орган місцевого самоврядування - Ховмівська сільська рада.
12 червня 2020 року, відповідно до розпорядження Кабінету Міністрів України № 730-р «Про визначення адміністративних центрів та затвердження територій територіальних громад Чернігівської області», село увійшло до складу Комарівської сільської громади.

19 липня 2020 року, в результаті адміністративно-територіальної реформи та ліквідації Борзнянського району, увійшло до складу Ніжинського району Чернігівської області.

## Населення

### Мова
Розподіл населення за рідною мовою за даними перепису 2001 року:
| Мова       | Кількість | Відсоток |
| ---------- | --------- | -------- |
| українська | 10        | 100%     |